# Johan Nordbeck
Stig Johan Gunnar Nordbeck, född 8 januari 1957 i Göteborg, är en svensk poet.
Johan Nordbeck debuterade 1982 med diktsamlingen Träden går ner för landning på Wahlström & Widstrand och har därefter utgivit sju diktsamlingar, flera av dem  tillsammans med konstnären  Jockum Nordström. Nordbeck uppträder och experimenterar gärna med musiker och bildkonstnärer och kan beskrivas som en scenpoet. Han har även varit verksam som konst- och kulturskribent i bland annat Göteborgs-Posten och Aftonbladet.